# Rothwell, West Yorkshire
Rothwell är en stadsdel i sydöstra Leeds, West Yorkshire, England, Storbritannien. Orten har 20 354 invånare (2011). Staden nämndes i Domedagsboken (Domesday Book) år 1086, och kallades då Rodewelle. Tidigare har gruvnäringen haft stor betydelse.